# Cymru Alliance 2003–04
Cymru Alliance 2003–04 là mùa giải thứ mười bốn của Cymru Alliance kể từ khi thành lập năm 1990. Đội vô địch là Airbus UK.

## Bảng xếp hạng
| XH | Đội               | Tr | T  | H | T  | BT | BB  | HS  | Đ  | Lên hay xuống hạng               |
| -- | ----------------- | -- | -- | - | -- | -- | --- | --- | -- | -------------------------------- |
| 1  | Airbus UK (C)     | 32 | 27 | 4 | 1  | 88 | 31  | +57 | 85 | Lên chơi tạiWelsh Premier League |
| 2  | Buckley Town      | 32 | 20 | 6 | 6  | 74 | 33  | +41 | 66 |                                  |
| 3  | Ruthin Town       | 32 | 19 | 7 | 6  | 78 | 48  | +30 | 64 |                                  |
| 4  | Glantraeth        | 32 | 18 | 8 | 6  | 74 | 44  | +30 | 62 |                                  |
| 5  | Llangefni Town    | 32 | 15 | 7 | 10 | 71 | 54  | +17 | 52 |                                  |
| 6  | Guilsfield        | 32 | 15 | 7 | 10 | 68 | 56  | +12 | 52 |                                  |
| 7  | Llandudno         | 32 | 15 | 6 | 11 | 63 | 50  | +13 | 51 |                                  |
| 8  | Halkyn United     | 32 | 15 | 5 | 12 | 64 | 57  | +7  | 50 |                                  |
| 9  | Llanfairpwll      | 32 | 12 | 7 | 13 | 51 | 52  | −1  | 43 |                                  |
| 10 | Flint Town United | 32 | 10 | 9 | 13 | 61 | 62  | −1  | 39 |                                  |
| 11 | Holyhead Hotspur  | 32 | 10 | 8 | 14 | 51 | 67  | −16 | 38 |                                  |
| 12 | Lex XI            | 32 | 9  | 8 | 15 | 77 | 85  | −8  | 35 |                                  |
| 13 | Gresford Athletic | 32 | 10 | 4 | 18 | 48 | 64  | −16 | 34 |                                  |
| 14 | Holywell Town     | 32 | 8  | 8 | 16 | 38 | 61  | −23 | 32 |                                  |
| 15 | Mold Alexandra    | 32 | 6  | 6 | 20 | 43 | 84  | −41 | 24 |                                  |
| 16 | Cemaes Bay        | 32 | 5  | 7 | 20 | 37 | 70  | −33 | 22 |                                  |
| 17 | Amlwch Town       | 32 | 2  | 5 | 25 | 34 | 102 | −68 | 11 | Xuống chơi tạiWelsh Alliance     |

Nguồn: Cymru Alliance
Quy tắc xếp hạng: 1. Điểm; 2. Hiệu số bàn thắng; 3. Số bàn thắng.
(VĐ) = Vô địch; (XH) = Xuống hạng; (LH) = Lên hạng; (O) = Thắng trận Play-off; (A) = Lọt vào vòng sau. 
Chỉ được áp dụng khi mùa giải chưa kết thúc: 
(Q) = Lọt vào vòng đấu cụ thể của giải đấu đã nêu; (TQ) = Giành vé dự giải đấu, nhưng chưa tới vòng đấu đã nêu.